# Statolitonemertes sachalinica
Statolitonemertes sachalinica är en djurart som tillhör fylumet slemmaskar, och som beskrevs av Korotkevich 1982. Statolitonemertes sachalinica ingår i släktet Statolitonemertes och familjen Statolitonemertidae. Inga underarter finns listade i Catalogue of Life.